# Parva Domus
La República de Parva Domus Magna Quies (en latín: «Pequeña casa, gran reposo»), conocida como Parva Domus, es una asociación civil, cultural y recreativa fundada en 1878. Tiene su sede en el barrio de Punta Carretas, Montevideo, Uruguay.
Autoproclamada como república independiente, es una micronación creada con fines sociales y de entretenimiento. Tiene un «gobierno» con su gabinete ministerial y un cuerpo diplomático. Sus «ciudadanos» utilizan títulos rimbombantes y reciben honores ficticios.
Su territorio consiste de un «Palacio Presidencial», una amplia casona de estilo neoclásico, rodeada de un jardín, con árboles, estatuas y «avenidas». Está ubicada en el barrio montevideano de Punta Carretas, frente al Club de Golf del Uruguay, en la esquina de Bulevar General Artigas y la calle Parva Domus, nombrada en su honor.

## Origen, nombre, fundación y símbolos
Su principal impulsor y fundador fue José «Pepe» Achinelli, quien hacia 1878 acostumbraba ir los domingos, en tranvía de caballos, a pescar a un punto de la costa sobre el Río de la Plata conocido como «Pesquero de los Viejos», en el barrio de Punta Carretas. En ese entonces se trataba de una zona rural, con muy pocas edificaciones y poco frecuentada.
Cansado de las molestias que le producía trasladarse cada domingo en tranvía con su equipo de pesca, decidió alquilar una de las precarias y deterioradas piezas de piso de tierra que en esa zona administraba Liborio Echevarría, gerente del Tren del Este. Fue informado de la existencia de esas piezas por el arquitecto Tomás de Tezanos. Por tres pesos mensuales, alquiló el cuarto nro. 4 para guardar pertenencias y tener un lugar de encuentro con amigos para comidas y reuniones de camaradería.
Un participante de estas reuniones, el artista Juan Riva-Zuchelli, leía la novela Jack, del escritor francés Alphonse Daudet, publicada por entregas en 1875 en el diario parisino Le Moniteur universel y como libro al año siguiente. La narración trata sobre un niño abandonado por su madre y castigado por otras personas mayores, que finalmente fallece después de sufrir todo tipo de penurias: hambre, frío y sobre todo la explotación del trabajo infantil. En el capítulo cinco, Les Suites d'une lecture au gymnase Moronval (Consecuencias de una lectura en el liceo de Moronval), Amaury d'Argenton, futuro esposo de Ida, la madre de Jack, sueña con adquirir una bella casa de campo en las afueras de París, después de recibir la herencia de una tía de avanzada edad, y así poder dedicarse a la literatura para alcanzar fama y fortuna. Sobre la puerta haría colocar el lema «Parva domus, magna quies». En el texto original en francés, de Daudet, aparece el lema en latín, inmediatamente seguido de su traducción al francés: «Parva domus, magna quies. Petite maison, grand repos» («Pequeña casa, gran reposo»).
Inspirado por ese pasaje, Riva-Zucchelli escribió con carbón la misma frase sobre la puerta del cuarto 4. Cuando Achinelli supo de la traducción, gracias a dos curas, la hizo pintar sobre la puerta en forma cuidadosa y decidió que sería el nombre de la naciente sociedad. 
Desde el principio la sociedad estuvo integrada por blancos y colorados que sin embargo se relacionaban en forma fraterna. Por ello Achinelli también diseñó una bandera que no pudiera identificarse con ninguno de los dos partidos. Tomó como modelo la bandera de una compañía naviera británica, que consistía en una cruz o aspa azul sobre fondo blanco. El azul pasó a representar la cercanía del mar y el blanco la pureza. Sustituyó las letras de la compañía por cada una de las iniciales de la sociedad, PDMQ. Están ubicadas en los ángulos de la cruz y son de color rojo por tratarse del «primer color del espectro solar de la Patria». La confección estuvo a cargo de Gerónimo «Guirumín» Machiavello.
Se considera fecha fundacional o de «independencia» de Parva Domus al 25 de agosto de 1878. Ese día a las 4 de la mañana, frente al cuarto número 4, se izó por primera vez la bandera parvense.
También se compuso un himno, la Marcha Parva Domus, con música de Luis Longhider y letra de Fermín Rojas, también conocido como «Juan Chichizola». Fue interpretado por primera vez por el tenor José Oxilia.
Con el tiempo, el número de «ciudadanos» parvenses creció y se alquiló el resto de los cuartos disponibles para disponer de mayor espacio. Las piezas del rancho original se unieron para crear una espaciosa primera sede, donde realizar reuniones a las que desde entonces se las conoce como «tenidas parvenses».
Se creó una dirección de Bellas Artes cuyo primer director fue el pintor italiano Gino Pagano, nacido en Milán. Sus caricaturas de los primeros ciudadanos y cuadros se conservan en la sede actual, donde también hay un museo que guarda elementos de la historia de Parva Domus. El predio tiene «calles» con nombres de «ciudadanos» parvenses ilustres. 
Una Asamblea General Extraordinaria reunida el 4 de agosto de 1895 nombró a 32 constituyentes para redactar la constitución, que se sancionó el 21 de agosto del mismo año. A partir de ese momento la sociedad pasó a llamarse oficialmente República Parva Domus Magna Quies. El presidente de la comisión fue José Achinelli y el vicepresidente Juan Turenne.
La Constitución de Parva Domus establece que es una república presidencialista y que su presidente se elige cada dos años mediante sufragio universal. También según la Constitución en su artículo 6, la religión oficial del Estado es la alegría.

## Sede

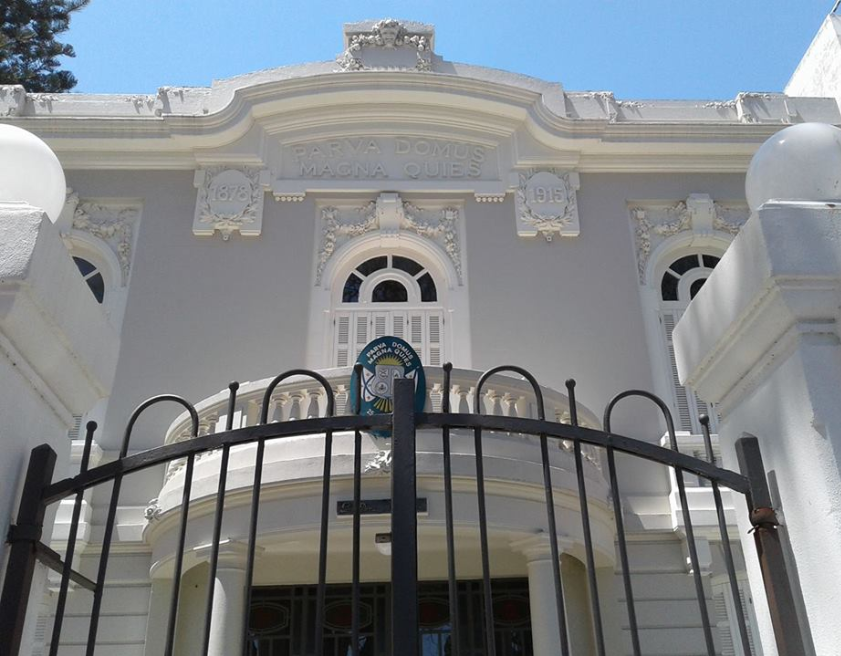
Palacio presidencial de la República.

El terreno donde se ubicó la primera sede, y que llegó a ser propiedad de Parva Domus, fue expropiado para la construcción de Bulevar Artigas. Con el dinero obtenido se compró otro terreno lindero, que llegaba hasta la cercana Rambla, donde se construyó la sede actual. Este terreno se fraccionó para venderlo y solventar los gastos de la Asociación, por lo que se perdió la cercanía con el Río de la Plata. La sede o «Palacio Presidencial» es una gran casona de neoclásica, en el barrio montevideano de Punta Carretas frente al Club de Golf del Uruguay, rodeada de un jardín, con árboles, estatuas y «avenidas». Su dirección es Bulevar General Artigas 136 esquina Parva Domus, calle nombrada en su honor.

## Membresía y actividades
La «ciudadanía» sólo está disponible para los hombres que son invitados por alguien que ya es ciudadano y que comparten la filosofía de armonía, amistad y tolerancia. Las mujeres pueden participar de algunas actividades y son invitadas los días 29, entre marzo y noviembre. Durante sus primeras décadas el acceso era más restringido y la membresía casi secreta, pero con el tiempo se ha flexibilizado, si bien el estatuto fundacional restringe el máximo de ciudadanos simultáneos a 250.
No hay restricciones políticas o religiosas para el ingreso pero durante las actividades de tipo formal o recreativo, los miembros en ejercicio de la ciudadanía parvense tienen prohibido hablar de política, religión o deportes. A ambos lados de la entrada a la sede hay dos pequeñas fuentes conocidas como las «fuentes del Leteo», donde, para simbolizar el olvido de las miserias del mundo exterior, los ciudadanos mojan sus dedos para ungirse.
Las reuniones habituales, o tenidas, son dos veces por semana, miércoles a la noche y sábados al mediodía, y siempre son alrededor de una mesa, a comer, beber, cantar y escuchar música. Otras actividades incluyen exposiciones y conciertos.
Parva Domus posee bandera, escudo, constitución y autoridades tales como presidente, vicepresidente y cinco ministros: de Gobierno y Relaciones Exteriores (o canciller), Guerra y Marina, Fomento y Agricultura, Hacienda y Culto. También tiene un «embajador» en la Luna, que además es Maestro Instructor y Catecúmeno de Ciudadanos Plebeyos.
Algunos de los ciudadanos parvenses más conocidos fueron José Irureta Goyena, Juan Zorrilla de San Martín, Isidoro de María, Eduardo Rodríguez Larreta, Eduardo Fabini, Dalmiro Costa y César Zagnoli. Juan Campisteguy, presidente uruguayo entre 1927 y 1931, servía las mesas durante los banquetes de los domingos, en pleno ejercicio de su presidencia. Entre los visitantes estuvieron el poeta Rubén Darío en 1912, el barítono español Ramón Novares, los músicos Arturo Toscanini y Luis Sambucetti.
Los miembros o «ciudadanos» parvenses celebran la «independencia» de la república cada 25 de agosto, fecha en la que recorren las calles cercanas a la sede, con instrumentos musicales y vestidos con atuendos que parodian vestimentas de gala. También realizan reuniones en las que reciben a políticos y miembros del cuerpo diplomático, entre otros invitados.

## Reivindicaciones
Las «autoridades» parvenses emiten periódicamente comunicados oficiales que expresan los intereses, preocupaciones y reivindicaciones de la República, siempre en un tono humorístico que remeda las formalidades políticas y diplomáticas de un país real. Por ejemplo, algunas de las reivindicaciones históricas de Parva Domus son obtener una salida al mar, un espacio aéreo propio e ingresar a la Organización de las Naciones Unidas. Respecto a la ONU, las autoridades parvenses afirman que rechazaron una propuesta de la organización para integrar el Consejo de Seguridad. A cambio solicitaron la presidencia de un nuevo organismo a crearse, con el nombre de Consejo de Paz, Alegría, Buen Humor, Tolerancia y Amistad.
Los parvenses se refieren a Uruguay como la «República vecina».
El 25 de agosto de 2008, con motivo de cumplirse 130 años de la creación de Parva Domus, su presidente manifestó que la república era observada con interés desde el extranjero y que, gracias a su vocación de armonía y tolerancia, «indirectamente estamos haciendo una enseñanza de convivencia en tiempos convulsos».